# Fort de Mehrangarh
Le fort de Mehrangarh (hindi : मेहरानगढ़) est situé à Jodhpur, dans l'État du Rajasthan (Inde). Surnommé le fort magnifique, il surplombe la ville du haut de ses 122 mètres. À l'intérieur de celui-ci se trouvent plusieurs palais richement décorés et agrémentés de nombreuses cours.

## Histoire
La construction de Mehrangarh débute en 1459 sous le règne de Rao Jodha, fondateur de la ville de Jodhpur. Sous le règne de Jaswant Singh (1638-1678), il prend la forme que nous lui connaissons aujourd'hui. 
La ville de Jodhpur a été instaurée comme la nouvelle capitale du Marwar. Elle est située à 350 kilomètres de Jaipur, la capitale du Rajasthan à cette période. L'ancienne capitale du Marwar, Mandore, était située à seulement huit kilomètres de Jodhpur. Cependant, Mandore n'assurant pas une sécurité suffisante pour Jodha, il déplaça la capitale un an après le début de son règne en un lieu plus en hauteur. Le nom Mehrangarh signifie Sa Majesté en Hindi.
Mehrangarh abrite plusieurs palais, tels le Moti Mahal (le palais des perles), le Phool Mahal (le palais des fleurs), le Sheesh Mahal (le palais des miroirs), le Sileh Khana et le Daulat Khana. 
Un musée situé en son sein présente une riche collection : palanquins, howdahs, miniatures, instruments de musique, costumes et meubles.

## Architecture
La position stratégique du fort permettait aux gardes d'avoir un meilleur poste d'observation dans le cas où la ville pouvait être attaquée. Il a fallu plus de dix années pour construire l'édifice.  Plus de 10 000 ouvriers ont été réquisitionnés pour son édification, ainsi que 500 éléphants pour le transport des matériaux. Les architectes ont utilisé des roches volcaniques provenant du désert environnant : c'est ce qui donne la couleur caractéristique rouge du fort.
Le fort comporte quatre rangées de remparts, dont la hauteur peut atteindre jusqu'à 36 mètres. Ils font plus de 9,5 kilomètres de long. Chaque rempart comporte une douzaine de tours d'observation. Par ailleurs, il faut franchir sept portes pour pénétrer dans l'enceinte. Aujourd'hui, seules six sont toujours présentes. Ce fort est réputé pour être imprenable.